# Wilson Gottardo
Wilson Roberto Gottardo (Santa Bárbara d'Oeste, 23 maggio 1963) è un allenatore di calcio ed ex calciatore brasiliano, di ruolo difensore, tecnico del Palmas.

## Carriera

### Club
Iniziò la sua carriera nella piccola società dell'União Barbarense, squadra della sua città d'origine, Santa Bárbara d'Oeste, all'interno dello stato di San Paolo; all'età di 19 anni si trasferì al Guarani, dove rimase per i quattro anni successivi.
Dopo un passaggio al Náutico nel 1986, fu messo sotto contratto dal Botafogo, nel 1987. In coppia con Mauro Galvão, Gottardo fece parte della squadra che, dopo 21 anni senza titoli per il club, vinse il Campeonato Carioca 1989. L'anno seguente il Botafogo si ripeté, diventando quindi nuovamente campione statale.
Nel 1991 passò dal Botafogo al Flamengo e vinse il campeonato Carioca per la terza volta consecutiva nella sua carriera, e un anno più tardi sconfisse in finale la sua vecchia squadra conquistando il Campeonato Brasileiro Série A 1992.
Nel 1993 lasciò il Brasile per giocare in Europa, ai portoghesi del Club Sportivo Marítimo. Un anno dopo, però, tornò in patria per vestire di nuovo la maglia del Botafogo. Diventato capitano della squadra, allenata da Paulo Autuori e guidata dalla punta Túlio Maravilha, Gottardo vinse il Campeonato Brasileiro Série A 1995, il suo secondo personale, e il primo con il Botafogo. Curiosamente, nello stesso periodo in cui Túlio giocò con suo fratello Télvio, Wilson Gottardo giocò con suo fratello Gérson Gottardo.
Lasciato il Botafogo, Gottardo giocò nel Fluminense, prima di trasferirsi al Cruzeiro, nel 1997, vincendovi la Coppa Libertadores.
Due anni dopo chiuse la carriera giocando per lo Sport Recife, dopo aver vinto il Campeonato Pernambucano.

### Nazionale
Con la Nazionale brasiliana giocò 6 partite, tutte nel 1991, venendo incluso nella rosa dei convocati per la Copa América 1991.

## Palmarès

### Giocatore

#### Competizioni statali
- Campeonato Carioca: 3

Botafogo: 1989, 1990
Flamengo: 1991
- Campeonato Mineiro: 3

Cruzeiro: 1996, 1997, 1998
- Campeonato Pernambucano: 1

Sport: 1999

#### Competizioni nazionali
- Campionato brasiliano: 3

Flamengo: 1992
Botafogo: 1995
Cruzeiro: 1997

#### Competizioni internazionali
- Trofeo Teresa Herrera: 1

Botafogo: 1996
- Coppa Libertadores: 1

Cruzeiro: 1997

### Allenatore
- Campionato Tocantinense: 1

Palmas: 2020